# カジミェシュ3世 (グニェフコヴォ公)
カジミェシュ3世（Kazimierz III gniewkowski, 1277年/1280年 - 1347年8月22日/1350年5月13日）は、イノヴロツワフ公（在位：1287年 - 1314年、兄弟と共同統治）、グニェフコヴォ公（在位：1314年 - 1347年/1350年、但し1332年から1343年はドイツ騎士団が占領支配）、トチェフ総督（在任：1306年以後 - 1309年）。イノヴロツワフ公ジェモミスウの末息子、母はポモジェのトチェフ公サンボル2世の娘サロメア。姉にハンガリー王妃フェネンナがいる。

## 生涯
1287年に父が死んだ時、カジミェシュはまだ10歳前後だったため、父の遺した公国を統治できる年齢ではなかった。カジミェシュ3世は母サロメア、2人の兄レシェクとプシェミスウの許で育った。1300年、カジミェシュ3世はポーランド王として戴冠したボヘミア王ヴァーツラフ2世に臣従を誓わされた。1302年には、成人して兄達との公国の共同統治に参加した。1306年、カジミェシュ3世はポーランド君主の地位を獲得した叔父ヴワディスワフ1世（短躯公）の封臣となり、見返りにトチェフ総督の地位を与えられた。しかし、1309年にドイツ騎士団がポモジェ東部に侵攻すると総督職を失った。同時期、カジミェシュ3世と兄プシェミスウは司教ゲルヴァルトと揉めごとを起こした。司教とのいさかいはすぐに紛争へと発展し、公爵兄弟はラチョンシュにある司教の領地を攻撃し、司教を陥れた。司教は報復として兄弟を破門した。両者は1311年になってようやく和解した。
1314年、イノヴロツワフ公国は3兄弟のあいだで分割された。末弟のカジミェシュ3世は小規模なグニェフコヴォ公国を与えられた。1318年、カジミェシュは叔父ヴワディスワフ1世のポーランド王戴冠の許可を教皇に請願するために招集されたスレユフでの貴族会議に出席した。1325年、カジミェシュ3世の名前はヴワディスフワフ1世とポモジェ西部の諸公とのあいだで結ばれた同盟締結文書に登場している。
1332年、ポーランド王国とドイツ騎士団との間で戦争が勃発すると、グニェフコヴォは騎士団の軍勢に包囲された。敵の捕虜となるのを嫌ったカジミェシュ3世は居城を焼き捨てて公国から脱出した。騎士団はクヤヴィ地方全域を占領し、カジミェシュ3世は亡命を余儀なくされた。1343年にカリシュで結ばれたポーランドと騎士団との和約により、カジミェシュ3世は11年ぶりに自分の領国を取り戻した。それから数年後の1347年から1350年の間に死んだとされる。

## 子女
カジミェシュ3世は出自、名前、さらには結婚した時期も不明な妻との間に、少なくとも3人の子女をもうけた。
1. エルジュビェタ（1315/20年 - 1345年） - ボスニア太守スティエパン2世コトロマニッチと結婚
2. ヴワディスワフ（1327/33年 - 1388年2月29日）
3. 子供（? - 1329年）